# Jacques Dixmier
Jacques Dixmier (* 26. Mai 1924 in Saint-Étienne) ist ein französischer Mathematiker, der Mitglied der Nicolas-Bourbaki-Gruppe war.

## Leben
Dixmier begann 1942 sein Mathematikstudium an der École normale supérieure. Er wurde 1947 am Centre national de la recherche scientifique angestellt und dort 1949 bei Gaston Julia promoviert; seine Dissertation trug den Titel Étude sur les variétés et les opérateurs de Julia avec quelques applications. 1949 wurde er auf Betreiben von Jean-Pierre Serre und Pierre Samuel Mitglied der Bourbaki-Gruppe, in der er wesentliche Beiträge zum Band über Lie-Algebren leistete. Nach Beginn seines Ruhestands war Dixmier fünf Jahre lang am Institut des Hautes Études Scientifiques, er ist Emeritus an der Universität Paris (Paris VI).
Dixmier arbeitete vor allem über Operatoralgebren, insbesondere C*-Algebren, und schrieb einige Standardlehrbücher, die auch in englischer Übersetzung verfügbar sind. Häufig findet man die Behauptung, von ihm stamme der Name Von-Neumann-Algebra für die von John von Neumann initiierten Operatoralgebren, doch nach eigener Aussage geht diese Namensgebung auf einen Vorschlag Jean Dieudonnés zurück.
Zu seinen Schülern zählen Alain Connes, Nicole Berline und Michel Duflo.
1976 erhielt er den Prix Ampère der französischen Akademie der Wissenschaften, 1992 den Leroy P. Steele Prize der American Mathematical Society, 2001 wurde er mit der Émile-Picard-Medaille der Académie des sciences ausgezeichnet. 1978 war er Invited Speaker auf dem Internationalen Mathematikerkongress in Helsinki (Algèbres enveloppantes) und 1966 in Moskau (Espace dual d’une algèbre, ou d’un groupe localement compact).

## Schriften (Auswahl)
- Les algèbres d’opérateurs dans l'espace hilbertien. Algèbres de Von Neumann (= Cahiers scientifiques. 25, ISSN 0750-2265). Gauthier-Villars, Paris 1957, (englisch: Von Neumann algebras (= North-Holland Mathematical Library. 27). North-Holland, Amsterdam u. a. 1981, ISBN 0-444-86308-7).
- Les C*-algèbres et leurs représentations (= Cahiers scientifiques. 29). Gauthier-Villars, Paris 1964, (russisch: Жак Диксмье: C*-алгебры и их представления. Наука, Москва 1974; englisch: C*-algebras (= North-Holland Mathematical Library. 15). North-Holland, Amsterdam u. a. 1977, ISBN 0-7204-0762-1).
- Algèbres enveloppantes (= Cahiers scientifiques. 37). Gauthier-Villars, Paris u. a. 1974, ISBN 2-04-008055-4 (englisch: Enveloping algebras (= North-Holland Mathematical Library. 14). North-Holland, Amsterdam u. a. 1977, ISBN 0-444-11077-1; russisch: Жак Диксмье: Универсальные обертывающие алгебры. Мир, Москва 1978).